# Piotr (Karpusiuk)
Piotr (białorus. i ros. Пётр; imię świeckie: białorus. Віктар Пятровіч Карпусюк – Wiktar Piatrowicz Karpusiuk; ros. Виктор Петрович Карпусюк – Wiktor Pietrowicz Karpusiuk; ur. 5 stycznia 1959 w Brześciu, zm. 6 czerwca 2020) – biskup Egzarchatu Białoruskiego.

## Życiorys
Po odbyciu zasadniczej służby wojskowej w latach 1977–1979 wstąpił do moskiewskiego seminarium duchownego. Po jego ukończeniu w 1982 podjął studia w Moskiewskiej Akademii Duchownej. W 1986 ukończył je, uzyskując tytuł naukowy kandydata nauk teologicznych. Jeszcze w czasie nauki, 18 marca 1982, złożył wieczyste śluby zakonne z imieniem Piotr, zaś 23 kwietnia tego samego roku został hierodiakonem. Święcenia kapłańskie przyjął 15 kwietnia 1989 i w tym samym roku otrzymał godność igumena. W 1990 został podniesiony do godności archimandryty. Zamieszkiwał w ławrze Troicko-Siergijewskiej, gdzie wypełniał obowiązki ekonoma. Od 1992 był kapelanem żeńskiego stauropigialnego monasteru Podwyższenia Krzyża Pańskiego w rejonie domodiedowskim obwodu moskiewskiego.
24 lipca 1992 w soborze Opieki Matki Bożej w Witebsku miała miejsce jego chirotonia na biskupa turowskiego i mozyrskiego. W 2004 został przeniesiony na katedrę bobrujską i osipowicką.
Po roku zarządzania eparchią Święty Synod Rosyjskiego Kościoła Prawosławnego odsunął go od urzędu i czasowo nakazał mu zamieszkanie w monasterze Trójcy Świętej w Witebsku. Ostatecznie w kwietniu 2006 zdecydowano o nadaniu mu godności biskupa druckiego, wikariusza eparchii witebskiej i orszańskiej.
W 2013 został przeniesiony do eparchii nowogródzkiej i lidzkiej jako jej biskup pomocniczy z tytułem biskupa smorgońskiego. W 2014 jego tytuł uległ zmianie na biskup zdzięcielski.
19 marca 2016 r. złożył śluby wielkiej schimy, zachowując dotychczasowe imię zakonne; jego nowym patronem został św. męczennik Piotr, metropolita kruticki.
Zmarł w 2020 r., wskutek powikłań spowodowanych COVID-19.